# Le Secret des soldats d'argile
Pour plus de détails, voir Fiche technique et Distribution.
Le Secret des soldats d'argile (Il segreto dei soldati di argilla) est un film d'aventures italien réalisé par Luigi Vanzi et sorti en 1970.

## Fiche technique
- Titre français : Le Secret des soldats d'argile
- Titre original : Il segreto dei soldati di argilla[1]
- Réalisateur : Luigi Vanzi
- Scénario : Luigi Vanzi
- Photographie : Enzo Serafin
- Décors : Luigi Scaccianoce (it)
- Société de production : Debora Film
- Pays de production :  Italie
- Langue de tournage : italien
- Format : Couleur - 2,35:1 - Son mono - 35 mm
- Durée : 94 minutes
- Genre : Film d'aventures
- Dates de sortie :
  - Italie : 8 mai 1970

## Distribution
- Dale Robertson :
- Luciana Paluzzi :
- Calisto Calisti :
- Piero Gerlini (sous le nom de « Pietro Gerlini ») :
- Mario Lanfranchi :
- Tullio Altamura (en) :
- Mirko Valentin :